# Lista siturilor arheologice din județul Iași - G
Lista siturilor arheologice din județul Iași - G conține toate siturile arheologice din județul Iași înscrise în Repertoriul Arheologic Național (RAN) și aflate în localități al căror nume începe cu litera G. RAN este administrat de Ministerul Culturii și Patrimoniului Național și cuprinde date științifice, cartografice, topografice, imagini și planuri, precum și orice alte informații privitoare la zonele cu potențial arheologic, studiate sau nu, încă existente sau dispărute.
Puteți căuta un sit din localitățile care încep cu litera G folosind formularul de mai jos sau puteți naviga prin toate siturile din județ la Lista siturilor arheologice din județul Iași.
| Cod RAN                                  | Denumire | Localitate                              | Adresă             | Datare                                 | Descoperit | Coordonate | Imagine           | Erori            |
| ---------------------------------------- | --- | --------------------------------------- | ------------------ | -------------------------------------- | ---------- | ---------- | ----------------- | ---------------- |
| 95569.01.02 (Cod LMI: IS-I-m-B-03593.05) | Situl arheologic de la Gănești - "Siliște" / ansamblu anonim (Categorie: locuire civilă) (Tip: Așezare)                      | sat Gănești, comuna Ion Neculce         | Siliște            | Cucuteni - A                           |            |            | Încărcați imagine | Raportați eroare |
| 95569.01.01 (Cod LMI: IS-I-m-B-03593.04) | Situl arheologic de la Gănești - "Siliște" / ansamblu anonim (Categorie: locuire civilă) (Tip: Așezare)                      | sat Gănești, comuna Ion Neculce         | Siliște            | Precucuteni - III                      |            |            | Încărcați imagine | Raportați eroare |
| 95569.01.03 (Cod LMI: IS-I-m-B-03593.03) | Situl arheologic de la Gănești - "Siliște" / ansamblu anonim (Categorie: locuire civilă) (Tip: Așezare)                      | sat Gănești, comuna Ion Neculce         | Siliște            |                                        |            |            | Încărcați imagine | Raportați eroare |
| 95569.01.04 (Cod LMI: IS-I-m-B-03593.02) | Situl arheologic de la Gănești - "Siliște" / ansamblu anonim (Categorie: locuire civilă) (Tip: Așezare)                      | sat Gănești, comuna Ion Neculce         | Siliște            | sec. III - IV                          |            |            | Încărcați imagine | Raportați eroare |
| 95569.01.05 (Cod LMI: IS-I-m-B-03593.01) | Situl arheologic de la Gănești - "Siliște" / ansamblu anonim (Categorie: locuire civilă) (Tip: Așezare)                      | sat Gănești, comuna Ion Neculce         | Siliște            | sec. XI-XII                            |            |            | Încărcați imagine | Raportați eroare |
| 99806.01.01 (Cod LMI: IS-I-m-B-03594.04) | Situl arheologic de la Glodenii Gândului - "Suhatul Glodenilor" / ansamblu anonim (Categorie: locuire civilă) (Tip: Așezare) | sat Glodenii Gândului, comuna Țibănești | Suhatul Glodenilor | geto-dacică sec. I a. Chr. - I p. Chr. |            |            | Încărcați imagine | Raportați eroare |
| 99806.01.02 (Cod LMI: IS-I-m-B-03594.03) | Situl arheologic de la Glodenii Gândului - "Suhatul Glodenilor" / ansamblu anonim (Categorie: locuire civilă) (Tip: Așezare) | sat Glodenii Gândului, comuna Țibănești | Suhatul Glodenilor | sec. II - III                          |            |            | Încărcați imagine | Raportați eroare |
| 99806.01.03 (Cod LMI: IS-I-m-B-03594.02) | Situl arheologic de la Glodenii Gândului - "Suhatul Glodenilor" / ansamblu anonim (Categorie: locuire civilă) (Tip: Așezare) | sat Glodenii Gândului, comuna Țibănești | Suhatul Glodenilor | sec. IV                                |            |            | Încărcați imagine | Raportați eroare |
| 99806.01.04 (Cod LMI: IS-I-m-B-03594.01) | Situl arheologic de la Glodenii Gândului - "Suhatul Glodenilor" / ansamblu anonim (Categorie: locuire civilă) (Tip: Așezare) | sat Glodenii Gândului, comuna Țibănești | Suhatul Glodenilor | sec. XI - XII                          |            |            | Încărcați imagine | Raportați eroare |
| 97198.01.01 (Cod LMI: IS-I-m-B-03595.04) | Situl arheologic de la Gorban - "Cantonul Silvic" / ansamblu anonim (Categorie: locuire civilă) (Tip: Așezare)               | sat Gorban, comuna Gorban               | Cantonul Silvic    | Noua                                   |            |            | Încărcați imagine | Raportați eroare |
| 97198.01.02 (Cod LMI: IS-I-m-B-03595.03) | Situl arheologic de la Gorban - "Cantonul Silvic" / ansamblu anonim (Categorie: locuire civilă) (Tip: Așezare)               | sat Gorban, comuna Gorban               | Cantonul Silvic    | geto-dacică sec.V-IV a.CH              |            |            | Încărcați imagine | Raportați eroare |
| 97198.01.03 (Cod LMI: IS-I-m-B-03595.02) | Situl arheologic de la Gorban - "Cantonul Silvic" / ansamblu anonim (Categorie: locuire civilă) (Tip: Așezare)               | sat Gorban, comuna Gorban               | Cantonul Silvic    | sec. IV                                |            |            | Încărcați imagine | Raportați eroare |
| 97198.01.04 (Cod LMI: IS-I-s-B-03595)    | Situl arheologic de la Gorban - "Cantonul Silvic" / ansamblu anonim (Categorie: locuire civilă) (Tip: Așezare)               | sat Gorban, comuna Gorban               | Cantonul Silvic    | sec. XIV - XV                          |            |            | Încărcați imagine | Raportați eroare |
| 97198.01.05 (Cod LMI: IS-I-m-B-03595.01) | Situl arheologic de la Gorban - "Cantonul Silvic" / ansamblu anonim (Categorie: locuire civilă) (Tip: Așezare)               | sat Gorban, comuna Gorban               | Cantonul Silvic    | sec. XVI - XVII                        |            |            | Încărcați imagine | Raportați eroare |
| 100111.01.01 (Cod LMI: IS-I-s-B-03596)   | Așezarea medievală de la Gura Bâdiliței - "Siliștea" / ansamblu anonim (Categorie: locuire civilă) (Tip: Așezare)            | sat Gura Bâdiliței, comuna Vânători     | Siliștea           | sec. XV                                |            |            | Încărcați imagine | Raportați eroare |